# Calommata fulvipes
Calommata fulvipes (LUCAS, 1837) è un ragno appartenente al genere Calommata della famiglia Atypidae.
Il nome del genere deriva dall'aggettivo greco καλός, kalòs, che significa bello, e dal sostantivo greco ὄμμα, ὄμματος, omma, ommatos, cioè  occhio, ad indicare la disposizione degli occhi e la loro minore compattezza. Da notare al riguardo che il plurale greco òmmata è stato poi latinizzato ed è quindi da considerarsi di genere femminile, non neutro plurale, sulla falsariga di Micrommata, come indicato in letteratura dall'aracnologo H. Don Cameron.
Il nome proprio deriva dal sostantivo latino fulvipes, composto da fulvus, che significa di colore fulvo, arancione-grigiastro-giallo e dal sostantivo pes, cioè piede, ad indicare il colore delle zampe..

## Caratteristiche
Specie tipo del genere, ha i due occhi anteriori mediani sono posti su una prominenza elevata, i restanti formano un gruppo su ogni lato, lontano dai mediani anteriori. La pars cephalica è di forma allungata e quasi orizzontale. I pedipalpi sono molto lunghi, slanciati, dalla base arcuati verso l'esterno. Il labium è oblungo trasversalmente, inciso alla base. Le filiere posteriori sono trisegmentate. Le zampe sono di colore fulvo, più tendente all'arancione che al giallo, e quelle posteriori sono più robuste delle anteriori. I tarsi sono slanciati e flessibili nei maschi.

## Comportamento
Come tutti i ragni del genere Calommata, anche questa specie vive in un tubo setoso parallelo al terreno, per una ventina di centimetri circa seppellito e per altri 8 centimetri fuoriuscente. Il ragno resta in agguato sul fondo del tubo: quando una preda passa sulla parte esterna, le vibrazioni della tela setosa allertano il ragno che scatta e la trafigge, per poi rompere la sua stessa tela, portarsi la preda nella parte interna e cibarsene..

## Distribuzione
L'areale di rinvenimento di questa specie spazia dall'isola di Sumatra all'isola di Giava, in zone forestali.